# Lijst van Japanse ministers van Economische Zaken

## Ministers van Economische Zaken van Japan (1948–heden)
| Minister van Economische Zaken 経済産業大臣 | Minister van Economische Zaken 経済産業大臣 | Minister van Economische Zaken 経済産業大臣 | Ambtstermijn                                | Ambtstermijn                         | Partij(en)                 | Premier(s)                    | Kabinet(en)     |
| ------------------------------------------- | ------------------------------------------- | ------------------------------------------- | ------------------------------------------- | ------------------------------------ | -------------------------- | ----------------------------- | --------------- |
|                                             | Shinzo Oja                                  | Shinzo Oja 大屋晋三 (1894–1980)             | 19 oktober 1948                             | 16 februari 1949                     | DLP                        | Shigeru Yoshida (1948–1954)   | Yoshida II      |
|                                             |                                             | Heitaro Inagaki 稲垣平太郎 (1888–1976)      | 16 februari 1949                            | 28 juni 1950                         | DLP                        | Shigeru Yoshida (1948–1954)   | Yoshida III     |
|                                             |                                             | Ryu Yokoo 横尾龍 (1883–1957)                | 28 juni 1950                                | 4 juli 1951                          | DLP                        | Shigeru Yoshida (1948–1954)   | Yoshida III     |
|                                             | Ryutaro Takahashi                           | Ryutaro Takahashi 高橋龍太郎 (1875–1967)    | 4 juli 1951                                 | 30 oktober 1952                      | DLP                        | Shigeru Yoshida (1948–1954)   | Yoshida III     |
|                                             | Hayato Ikeda                                | Hayato Ikeda 池田勇人 (1899–1965)           | 30 oktober 1952                             | 30 november 1952                     | DLP                        | Shigeru Yoshida (1948–1954)   | Yoshida IV      |
|                                             | Sankuro Ogasawara                           | Sankuro Ogasawara 小笠原三九郎 (1885–1967)  | 30 november 1952                            | 20 mei 1953                          | DLP                        | Shigeru Yoshida (1948–1954)   | Yoshida IV      |
|                                             | Sotaro Takase                               | Sotaro Takase 岡野清豪 (1890–1981)          | 20 mei 1953                                 | 10 januari 1954                      | DLP                        | Shigeru Yoshida (1948–1954)   | Yoshida V       |
|                                             | Kiichi Aichi                                | Kiichi Aichi 愛知揆一 (1907–1973)           | 10 januari 1954                             | 10 december 1954                     | DLP                        | Shigeru Yoshida (1948–1954)   | Yoshida V       |
|                                             | Tanzan Ishibashi                            | Tanzan Ishibashi 石橋湛山 (1884–1973)       | 10 december 1954                            | 23 december 1956                     | JDP (1954–55)              | Ichiro Hatoyama (1954–1956)   | I. Hatoyama I   |
| I. Hatoyama II                              | Tanzan Ishibashi                            | Tanzan Ishibashi 石橋湛山 (1884–1973)       | 10 december 1954                            | 23 december 1956                     | JDP (1954–55)              | Ichiro Hatoyama (1954–1956)   |                 |
|                                             | Tanzan Ishibashi                            | Tanzan Ishibashi 石橋湛山 (1884–1973)       | 10 december 1954                            | 23 december 1956                     | LDP (1955–56)              | Ichiro Hatoyama (1954–1956)   | I. Hatoyama III |
|                                             | Mikio Mizuta                                | Mikio Mizuta 水田三喜男 (1905–1976)         | 23 december 1956                            | 10 juli 1957                         | LDP                        | Tanzan Ishibashi (1956–1957)  | Ishibashi       |
| Nobusuke Kishi (1957–1960)                  | Mikio Mizuta                                | Mikio Mizuta 水田三喜男 (1905–1976)         | 23 december 1956                            | 10 juli 1957                         | LDP                        | Kishi I                       |                 |
| Nobusuke Kishi (1957–1960)                  |                                             | Hayato Ikeda                                | Hayato Ikeda 池田勇人 (1899–1965)           | 18 juni 1959                         | 19 juli 1960               | Kishi I                       | LDP             |
| Nobusuke Kishi (1957–1960)                  |                                             | Tatsunosuke Takasaki                        | Tatsunosuke Takasaki 高碕達之助 (1885–1964) | 12 juni 1958                         | 18 juni 1959               | LDP                           | Kishi II        |
| Nobusuke Kishi (1957–1960)                  |                                             | Hayato Ikeda                                | Hayato Ikeda 池田勇人 (1899–1965)           | 18 juni 1959                         | 19 juli 1960               | LDP                           | Kishi II        |
|                                             | Mitsujiro Ishii                             | Mitsujiro Ishii 石井光次郎 (1889–1981)      | 19 juli 1960                                | 8 december 1960                      | LDP                        | Hayato Ikeda (1960–1964)      | Ikeda I         |
|                                             | Etsuzaburo Shiina                           | Etsuzaburo Shiina 椎名悦三郎 (1898–1979)    | 8 december 1960                             | 18 juli 1961                         | LDP                        | Hayato Ikeda (1960–1964)      | Ikeda II        |
|                                             | Eisaku Sato                                 | Eisaku Sato 佐藤榮作 (1901–1975)            | 18 juli 1961                                | 18 juli 1962                         | LDP                        | Hayato Ikeda (1960–1964)      | Ikeda II        |
|                                             |                                             | Hajime Fukuda 福田一 (1902–1997)            | 18 juli 1962                                | 18 juli 1964                         | LDP                        | Hayato Ikeda (1960–1964)      | Ikeda II        |
| LDP                                         | Ikeda III                                   | Hajime Fukuda 福田一 (1902–1997)            | 18 juli 1962                                | 18 juli 1964                         |                            | Hayato Ikeda (1960–1964)      |                 |
|                                             | Ikeda III                                   | Yoshio Sakurauchi                           | Yoshio Sakurauchi 櫻内義雄 (1912–2003)      | 18 juli 1964                         | 3 juni 1965                | Hayato Ikeda (1960–1964)      | LDP             |
| LDP                                         | Eisaku Sato (1964–1972)                     | Yoshio Sakurauchi                           | Yoshio Sakurauchi 櫻内義雄 (1912–2003)      | 18 juli 1964                         | 3 juni 1965                | Sato I                        |                 |
|                                             | Eisaku Sato (1964–1972)                     | Takeo Miki                                  | Takeo Miki 三木武夫 (1907–1988)             | 3 juni 1965                          | 3 december 1966            | Sato I                        | LDP             |
|                                             | Eisaku Sato (1964–1972)                     | Kazutaro Sugano                             | Kazutaro Sugano 菅野和太郎 (1895–1976)      | 3 december 1966                      | 25 november 1967           | Sato I                        | LDP             |
| LDP                                         | Eisaku Sato (1964–1972)                     | Kazutaro Sugano                             | Kazutaro Sugano 菅野和太郎 (1895–1976)      | 3 december 1966                      | 25 november 1967           | Sato II                       |                 |
|                                             | Eisaku Sato (1964–1972)                     | Etsuzaburo Shiina                           | Etsuzaburo Shiina 椎名悦三郎 (1898–1979)    | 25 november 1967                     | 30 november 1968           | Sato II                       | LDP             |
|                                             | Eisaku Sato (1964–1972)                     | Masayoshi Ohira                             | Masayoshi Ohira 大平正芳 (1910–1980)        | 30 november 1968                     | 14 januari 1970            | Sato II                       | LDP             |
|                                             | Eisaku Sato (1964–1972)                     | Kiichi Miyazawa                             | Kiichi Miyazawa 宮澤喜一 (1919–2007)        | 14 januari 1970                      | 5 juli 1971                | LDP                           | Sato III        |
|                                             | Eisaku Sato (1964–1972)                     | Kakuei Tanaka                               | Kakuei Tanaka 田中角榮 (1918–1993)          | 5 juli 1971                          | 7 juli 1972                | LDP                           | Sato III        |
|                                             | Yasuhiro Nakasone                           | Yasuhiro Nakasone 中曾根康弘 (1918–2019)    | 7 juli 1972                                 | 9 december 1974                      | LDP                        | Kakuei Tanaka (1974–1974)     | K. Tanaka I     |
| K. Tanaka II                                | Yasuhiro Nakasone                           | Yasuhiro Nakasone 中曾根康弘 (1918–2019)    | 7 juli 1972                                 | 9 december 1974                      | LDP                        | Kakuei Tanaka (1974–1974)     |                 |
|                                             | Toshio Komoto                               | Toshio Komoto 河本敏夫 (1911–2001)          | 9 december 1974                             | 24 december 1976                     | LDP                        | Takeo Miki (1974–1976)        | Miki            |
|                                             | Tatsuo Tanaka                               | Tatsuo Tanaka 田中龍夫 (1910–1998)          | 24 december 1976                            | 28 november 1977                     | LDP                        | Takeo Fukuda (1976–1978)      | T. Fukuda       |
|                                             | Toshio Komoto                               | Toshio Komoto 河本敏夫 (1911–2001)          | 28 november 1977                            | 7 december 1978                      | LDP                        | Takeo Fukuda (1976–1978)      | T. Fukuda       |
|                                             | Masumi Ezaki                                | Masumi Ezaki 江﨑真澄 (1915–1996)           | 7 december 1978                             | 10 november 1979                     | LDP                        | Masayoshi Ohira (1978–1980)   | Ohira I         |
|                                             | Yoshitake Sasaki                            | Yoshitake Sasaki 佐々木義武 (1909–1986)     | 10 november 1979                            | 17 juli 1980                         | LDP                        | Masayoshi Ohira (1978–1980)   | Ohira II        |
|                                             |                                             | Rokusuke Tanaka 田中六助 (1923–1985)        | 17 juli 1980                                | 30 november 1981                     | LDP                        | Zenko Suzuki (1980–1980)      | Suzuki          |
|                                             | Shintaro Abe                                | Shintaro Abe 安倍晋太郎 (1924–1991)         | 30 november 1981                            | 27 november 1982                     | LDP                        | Zenko Suzuki (1980–1980)      | Suzuki          |
|                                             | Sadanori Yamanaka                           | Sadanori Yamanaka 山中貞則 (1921–2004)      | 27 november 1982                            | 10 juni 1983                         | LDP                        | Yasuhiro Nakasone (1982–1987) | Nakasone I      |
|                                             | Sosuke Uno                                  | Sosuke Uno 宇野宗佑 (1922–1998)             | 10 juni 1983                                | 27 december 1983                     | LDP                        | Yasuhiro Nakasone (1982–1987) | Nakasone I      |
|                                             |                                             | Hikosaburo Okonogi 小此木彦三郎 (1928–1991) | 27 december 1983                            | 1 november 1984                      | LDP                        | Yasuhiro Nakasone (1982–1987) | Nakasone II     |
|                                             | Keijiro Murata                              | Keijiro Murata 村田敬次郎 (1924–2003)       | 1 november 1984                             | 28 december 1985                     | LDP                        | Yasuhiro Nakasone (1982–1987) | Nakasone II     |
|                                             | Michio Watanabe                             | Michio Watanabe 渡辺 美智雄 (1923–1995)     | 28 december 1985                            | 22 juli 1986                         | LDP                        | Yasuhiro Nakasone (1982–1987) | Nakasone II     |
|                                             |                                             | Hajime Tamura 田村元 (1924–2014)            | 22 juli 1986                                | 28 december 1988                     | LDP                        | Yasuhiro Nakasone (1982–1987) | Nakasone III    |
| Noboru Takeshita (1987–1989)                | Takeshita                                   | Hajime Tamura 田村元 (1924–2014)            | 22 juli 1986                                | 28 december 1988                     | LDP                        |                               |                 |
| Noboru Takeshita (1987–1989)                | Takeshita                                   |                                             | Hiroshi Mitsuzuka                           | Hiroshi Mitsuzuka 三塚博 (1927–2004) | 28 december 1988           | 3 juni 1989                   | LDP             |
|                                             | Seiroku Kajiyama                            | Seiroku Kajiyama 梶山静六 (1926–2000)       | 3 juni 1989                                 | 10 augustus 1989                     | LDP                        | Sosuke Uno (1989)             | Uno             |
|                                             | Hikaru Matsunaga                            | Hikaru Matsunaga 松永光 (1928–2022)         | 10 augustus 1989                            | 28 februari 1990                     | LDP                        | Toshiki Kaifu (1989–1991)     | Kaifu I         |
|                                             | Kabun Muto                                  | Kabun Muto 武藤嘉文 (1926–2009)             | 28 februari 1990                            | 30 december 1990                     | LDP                        | Toshiki Kaifu (1989–1991)     | Kaifu II        |
|                                             |                                             | Eiichi Nakao 中尾栄一 (1930–2018)           | 30 december 1990                            | 5 november 1991                      | LDP                        | Toshiki Kaifu (1989–1991)     | Kaifu II        |
|                                             | Kozo Watanabe                               | Kozo Watanabe 渡部恒三 (1932–2020)          | 5 november 1991                             | 12 december 1992                     | LDP                        | Kiichi Miyazawa (1991–1993)   | Miyazawa        |
|                                             | Yoshiro Mori                                | Yoshiro Mori 森喜朗 (1937)                  | 12 december 1992                            | 9 augustus 1993                      | LDP                        | Kiichi Miyazawa (1991–1993)   | Miyazawa        |
|                                             |                                             | Hiroshi Kumagai 熊谷弘 (1940)               | 9 augustus 1993                             | 28 april 1994                        | JRP                        | Morihiro Hosokawa (1993–1994) | Hosokawa        |
|                                             |                                             | Eijiro Hata 畑英次郎 (1928)                 | 28 april 1994                               | 30 juni 1994                         | JRP                        | Tsutomu Hata (1994)           | Hata            |
|                                             | Ryutaro Hashimoto                           | Ryutaro Hashimoto 橋本龍太郎 (1937–2006)    | 30 juni 1994                                | 11 januari 1996                      | LDP                        | Tomiichi Murayama (1994–1996) | Murayama        |
|                                             | Shunpei Tsukahara                           | Shunpei Tsukahara 塚原俊平 (1947–1997)      | 11 januari 1996                             | 6 november 1996                      | LDP                        | Ryutaro Hashimoto (1996–1998) | Hashimoto I     |
|                                             |                                             | Shinji Sato 塚原俊平 (1932–2016)            | 6 november 1996                             | 11 september 1997                    | LDP                        | Ryutaro Hashimoto (1996–1998) | Hashimoto II    |
|                                             | Mitsuo Horiuchi                             | Mitsuo Horiuchi 堀内光雄 (1930–2016)        | 11 september 1997                           | 30 juli 1998                         | LDP                        | Ryutaro Hashimoto (1996–1998) | Hashimoto II    |
|                                             | Kaoru Yosano                                | Kaoru Yosano 与謝野馨 (1938–2017)           | 30 juli 1998                                | 5 oktober 1999                       | LDP                        | Keizo Obuchi (1998–2000)      | Obuchi          |
|                                             | Takashi Fukaya                              | Takashi Fukaya 深谷隆司 (1935)              | 5 oktober 1999                              | 5 juli 2000                          | LDP                        | Keizo Obuchi (1998–2000)      | Obuchi          |
| LDP                                         | Takashi Fukaya                              | Takashi Fukaya 深谷隆司 (1935)              | 5 oktober 1999                              | 5 juli 2000                          | Yoshiro Mori (2000–2001)   | Mori II                       |                 |
|                                             | Takeo Hiranuma                              | Takeo Hiranuma 平沼赳夫 (1939)              | 5 juli 2000                                 | 22 september 2003                    | Yoshiro Mori (2000–2001)   | LDP                           | Mori II         |
| Junichiro Koizumi (2001–2006)               | Takeo Hiranuma                              | Takeo Hiranuma 平沼赳夫 (1939)              | 5 juli 2000                                 | 22 september 2003                    | Koizumi I                  | LDP                           |                 |
| Junichiro Koizumi (2001–2006)               |                                             | Shoichi Nakagawa                            | Shoichi Nakagawa 中川昭一 (1953–2009)       | 22 september 2003                    | Koizumi I                  | 31 oktober 2005               | LDP             |
| Junichiro Koizumi (2001–2006)               | LDP                                         | Shoichi Nakagawa                            | Shoichi Nakagawa 中川昭一 (1953–2009)       | 22 september 2003                    | Koizumi II                 | 31 oktober 2005               |                 |
| Junichiro Koizumi (2001–2006)               | LDP                                         | Shoichi Nakagawa                            | Shoichi Nakagawa 中川昭一 (1953–2009)       | 22 september 2003                    | Koizumi III                | 31 oktober 2005               |                 |
| Junichiro Koizumi (2001–2006)               |                                             | Toshihiro Nikai                             | Toshihiro Nikai 二階俊博 (1939)             | 31 oktober 2005                      | 26 september 2006          | LDP                           |                 |
|                                             | Akira Amari                                 | Akira Amari 甘利明 (1949)                   | 26 september 2006                           | 1 augustus 2008                      | LDP                        | Shinzo Abe (2006–2007)        | Abe I           |
| Yasuo Fukuda (2007–2008)                    | Akira Amari                                 | Akira Amari 甘利明 (1949)                   | 26 september 2006                           | 1 augustus 2008                      | LDP                        | Y. Fukuda                     |                 |
| Yasuo Fukuda (2007–2008)                    |                                             | Toshihiro Nikai                             | Toshihiro Nikai 二階俊博 (1939)             | 1 augustus 2008                      | 16 september 2009          | Y. Fukuda                     | LDP             |
| LDP                                         | Taro Aso (2008–2009)                        | Toshihiro Nikai                             | Toshihiro Nikai 二階俊博 (1939)             | 1 augustus 2008                      | 16 september 2009          | Aso                           |                 |
|                                             | Masayuki Naoshima                           | Masayuki Naoshima 直嶋正行 (1945)           | 16 september 2009                           | 17 september 2010                    | DP                         | Yukio Hatoyama (2009–2010)    | Y. Hatoyama     |
| Naoto Kan (2010–2011)                       | Masayuki Naoshima                           | Masayuki Naoshima 直嶋正行 (1945)           | 16 september 2009                           | 17 september 2010                    | DP                         | Kan                           |                 |
| Naoto Kan (2010–2011)                       |                                             | Akihiro Ohata                               | Akihiro Ohata 大畠章宏 (1947)               | 17 september 2010                    | 15 januari 2011            | Kan                           | DP              |
| Naoto Kan (2010–2011)                       |                                             | Banri Kaieda                                | Banri Kaieda 海江田万里 (1949)              | 15 januari 2011                      | 1 september 2011           | Kan                           | DP              |
|                                             | Yoshio Hachiro                              | Yoshio Hachiro 鉢呂吉雄 (1948)              | 1 september 2011                            | 11 september 2011                    | DP                         | Yoshihiko Noda (2011–2012)    | Noda            |
|                                             | Osamu Fujimura                              | Osamu Fujimura 藤村修 (1949)                | 11 september 2011                           | 12 september 2011                    | DP                         | Yoshihiko Noda (2011–2012)    | Noda            |
|                                             | Yukio Edano                                 | Yukio Edano 枝野幸男 (1964)                 | 12 september 2011                           | 26 december 2012                     | DP                         | Yoshihiko Noda (2011–2012)    | Noda            |
|                                             | Toshimitsu Motegi                           | Toshimitsu Motegi 茂木敏充 (1955)           | 26 december 2012                            | 3 september 2014                     | LDP                        | Shinzo Abe (2012–2020)        | Abe II          |
|                                             | Yuko Obuchi                                 | Yuko Obuchi 小渕優子 (1973)                 | 3 september 2014                            | 20 oktober 2014                      | LDP                        | Shinzo Abe (2012–2020)        | Abe II          |
|                                             | Yoichi Miyazawa                             | Yoichi Miyazawa 宮沢洋一 (1950)             | 20 oktober 2014                             | 7 oktober 2015                       | LDP                        | Shinzo Abe (2012–2020)        | Abe II          |
| LDP                                         | Yoichi Miyazawa                             | Yoichi Miyazawa 宮沢洋一 (1950)             | 20 oktober 2014                             | 7 oktober 2015                       | Abe III                    | Shinzo Abe (2012–2020)        |                 |
|                                             | Motoo Hayashi                               | Motoo Hayashi 林幹雄 (1947)                 | 7 oktober 2015                              | 3 augustus 2016                      | Abe III                    | Shinzo Abe (2012–2020)        | LDP             |
|                                             | Hiroshige Seko                              | Hiroshige Seko 世耕弘成 (1962)              | 3 augustus 2016                             | 11 september 2019                    | Abe III                    | Shinzo Abe (2012–2020)        | LDP             |
| LDP                                         | Hiroshige Seko                              | Hiroshige Seko 世耕弘成 (1962)              | 3 augustus 2016                             | 11 september 2019                    | Abe IV                     | Shinzo Abe (2012–2020)        |                 |
|                                             | Isshu Sugawara                              | Isshu Sugawara 菅原一秀 (1962)              | 11 september 2019                           | 25 oktober 2019                      | Abe IV                     | Shinzo Abe (2012–2020)        | LDP             |
|                                             | Hiroshi Kajiyama                            | Hiroshi Kajiyama 梶山弘志 (1955)            | 25 oktober 2019                             | 4 oktober 2021                       | Abe IV                     | Shinzo Abe (2012–2020)        | LDP             |
| LDP                                         | Hiroshi Kajiyama                            | Hiroshi Kajiyama 梶山弘志 (1955)            | 25 oktober 2019                             | 4 oktober 2021                       | Yoshihide Suga (2020–2021) | Suga                          |                 |
|                                             | Koichi Hagiuda                              | Koichi Hagiuda 萩生田光一 (1963)            | 4 oktober 2021                              | 10 augustus 2022                     | LDP                        | Fumio Kishida (2021–2024)     | Kishida I       |
| Kishida II                                  | Koichi Hagiuda                              | Koichi Hagiuda 萩生田光一 (1963)            | 4 oktober 2021                              | 10 augustus 2022                     | LDP                        | Fumio Kishida (2021–2024)     |                 |
|                                             | Yasutoshi Nishimura                         | Yasutoshi Nishimura 西村康稔 (1962)         | 10 augustus 2022                            | 13 december 2023                     | LDP                        | Fumio Kishida (2021–2024)     |                 |
|                                             | Ken Saito                                   | Ken Saito 齋藤健 (1959)                     | 13 december 2023                            | 1 oktober 2024                       | LDP                        | Fumio Kishida (2021–2024)     |                 |
|                                             | Yoji Muto                                   | Yoji Muto 武藤 容治 (1955)                  | 1 oktober 2024                              | heden                                | LDP                        | Shigeru Ishiba (2024–heden)   | Ishiba I        |
| Ishiba II                                   | Yoji Muto                                   | Yoji Muto 武藤 容治 (1955)                  | 1 oktober 2024                              | heden                                | LDP                        | Shigeru Ishiba (2024–heden)   |                 |